# Perulibatrachus
Perulibatrachus (лат.) — род морских лучепёрых рыб из семейства батраховых (Batrachoididae). Его наименование образовано от латинского perula «маленькая сумка» и греческого batrachos — «лягушка». Представители рода распространены в западной и восточной части Индийского океана, а также в восточной части Атлантического океана. Длина тела составляет от 5,6 до 40 см. Это придонные хищные рыбы, поджидающие добычу в засаде.

## Классификация
На сентябрь 2022 года в род включают 4 вида:
- Perulibatrachus aquilonarius Greenfield, 2005
- Perulibatrachus elminensis (Bleeker, 1863)
- Perulibatrachus kilburni Greenfield, 1996
- Perulibatrachus rossignoli (Roux, 1957)